# Sankt Nikolai serbisk-ortodoxa kyrka, Šid
Sankt Nikolai serbisk-ortodoxa kyrka, (serbisk kyrilliska: Српска православна црква Светог Николе; latinska: Srpska pravoslavna crkva Svetog Nikole) eller enbart Sankt Nikolai kyrka, (Црква Светог Николе/Srpska pravoslavna crkva Svetog Nikole)  är en serbisk-ortodox kyrkobyggnad belägen i orten och kommunen Šid, i regioen Srem i provinsen Vojvodina, i nordvästra Serbien, nära gärnsen till Kroatien.
Kyrkan är helgad åt Sankt Nikolaus och tillhör det serbisk-ortodoxa stiftet Srems stift.

## Historik
Sankt Nikolai serbisk-ortodoxa kyrka byggdes någonstans under den andra halvan av 1700-talet.

## Kyrkan

### Exteriör
- Huvudentrén ligger i på den västra sidan, men det finns också en sidoportal på den södra.

### Inventarier
- Kyrkan är enskeppig
- Inne i kyrkan finns en hög ikonostas från 1700-talet. Själva målandet av den genomfördes 1787 av målaren Grigorije Nikolić från Zemun.
- Bland annat är borden inne i kyrkan tillverkade i samma stil som ikonostasen.

## Bilder

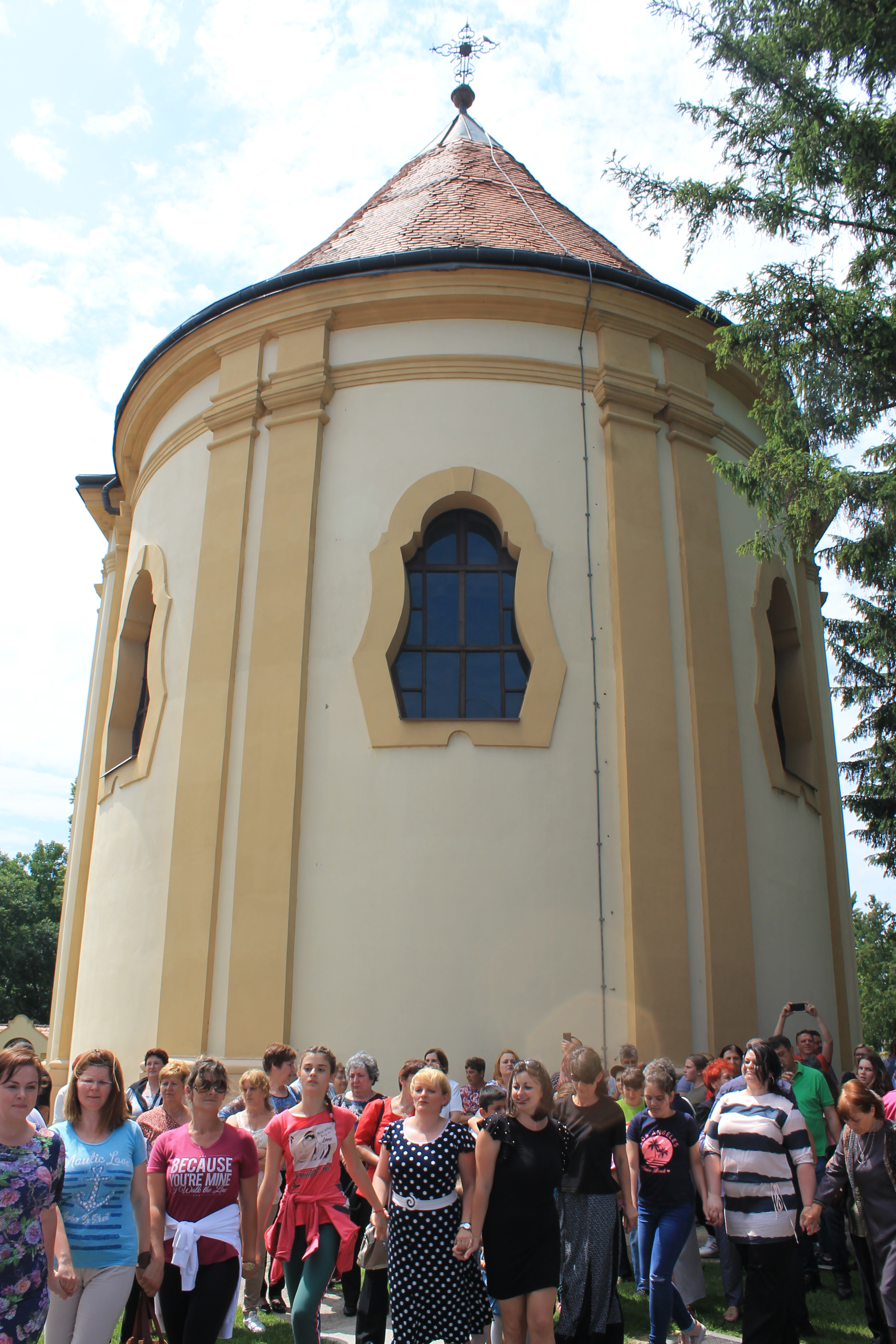
Kyrkans absid.
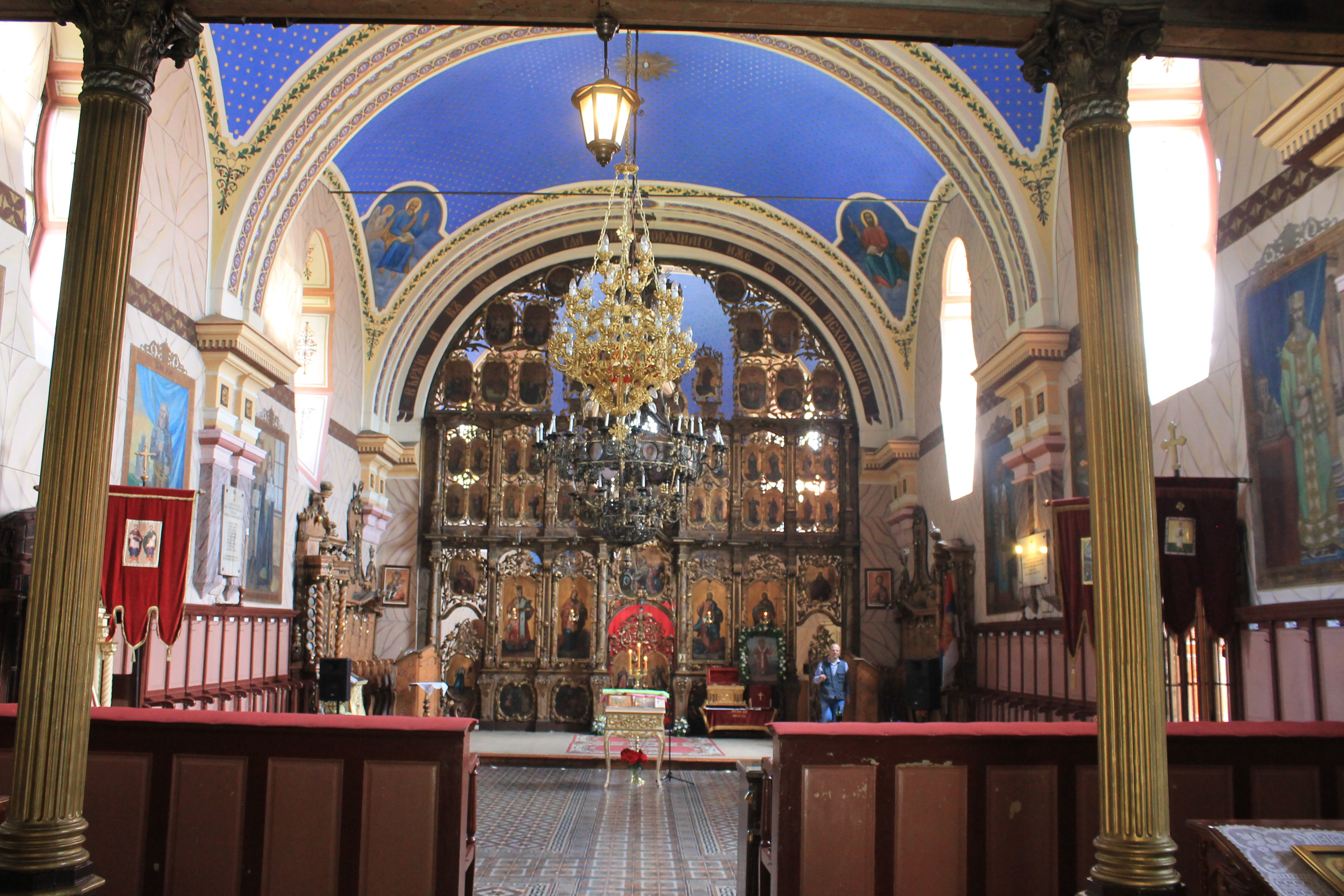
Kyrkans interiör mot ikonostasen.
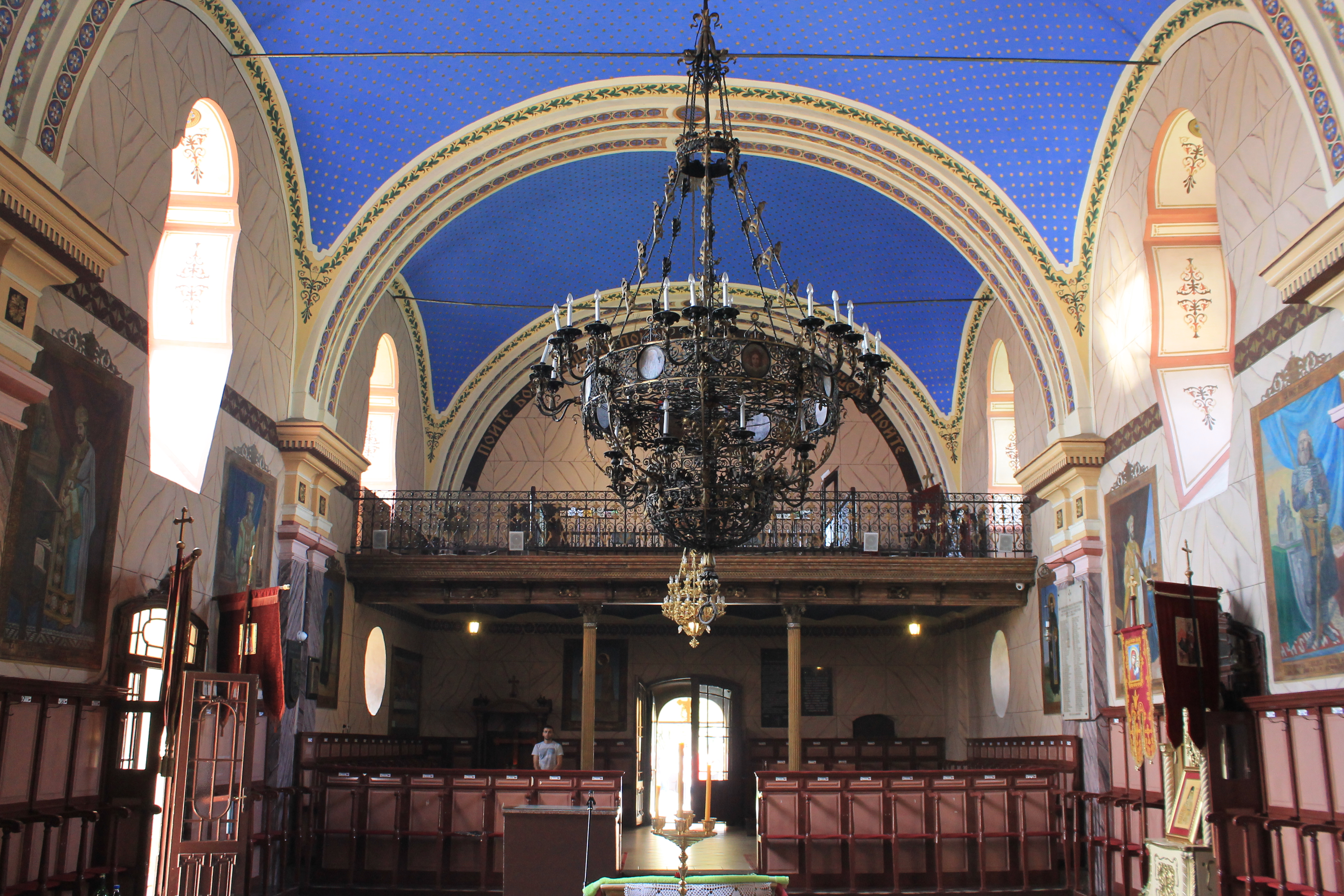
Interiören mot ingången.